# SummerSlam 2011
SummerSlam 2011 è stata la ventiquattresima edizione dell'omonimo evento in pay-per-view prodotto dalla WWE. Ha avuto luogo il 14 agosto 2011 allo Staples Center di Los Angeles, California.
Questo è stato l'ultimo evento indicante ancora i roster Raw e SmackDown, dato che il 29 agosto 2011 ci fu l'unione dei due roster con il Raw SuperShow.

## Storyline
Il 17 luglio, a Money in the Bank, Christian ha sconfitto il campione Randy Orton per squalifica, conquistando comunque il World Heavyweight Championship per la seconda volta grazie alla stipulazione speciale dell'incontro (se Orton avesse perso per squalifica, avrebbe perso anche il titolo in favore di Christian). Nell'episodio di SmackDown del 29 luglio il nuovo COO della WWE, Triple H, ha annunciato un No Holds Barred match tra Christian e Orton con in palio il World Heavyweight Championship per SummerSlam.
A Money in the Bank, CM Punk ha sconfitto il campione John Cena, il quale è stato dunque licenziato (kayfabe), conquistando così il WWE Championship per la prima volta. Al termine del match, Punk, il quale aveva dichiarato di lasciare la federazione con il titolo poiché il suo contratto era in scadenza (kayfabe), ha sventato l'incasso del contratto del Money in the Bank da parte di Alberto Del Rio, riuscendo così a scappare dall'arena con il WWE Championship. Nella puntata di Raw del 18 luglio il Chairman della WWE, Vince McMahon, ha quindi organizzato un torneo per decretare il nuovo campione; con la finale che si svolgerà la settimana successiva. Nella puntata di Raw del 25 luglio Rey Mysterio ha sconfitto The Miz nella finale del torneo, conquistando così il vacante WWE Championship per la prima volta; tuttavia, poco dopo, Mysterio ha perso il titolo contro John Cena, riassunto nel frattempo da McMahon, che ha così riconquistato il WWE Championship per la nona volta. Dopo che l'incontro era terminato, CM Punk ha fatto il suo ritorno con il WWE Championship originale, vinto a Money in the Bank, annunciando di aver firmato un nuovo contratto con la WWE. Nella puntata di Raw del 1º agosto il COO della federazione, Triple H, ha sancito un match tra Punk e Cena con in palio il WWE Championship di entrambi per SummerSlam per determinare il campione indiscusso. Nella puntata di Raw dell'8 agosto Triple H si è auto-nominato arbitro speciale del loro incontro di SummerSlam.
Nella puntata di Raw del 1º agosto Beth Phoenix ha vinto un Battle Royal match, diventando così la contendente nº1 della Divas Champion Kelly Kelly. Un match tra le due con in palio il Divas Championship è stato poi annunciato per SummerSlam.
Nella puntata di SmackDown del 29 luglio, dopo un confronto verbale tra i due, Wade Barrett ha brutalmente attaccato il Mr. Money in the Bank Daniel Bryan. Nella puntata di SmackDown del 5 agosto, dopo un altro scontro fisico tra i due, è stato sancito un match tra Bryan e Barrett per SummerSlam.
Nella puntata di SmackDown del 29 luglio Sheamus ha salvato Zack Ryder dall'attacco di Mark Henry, colpendo poi quest'ultimo con una sedia. Nella puntata di SmackDown del 5 agosto, dopo un confronto verbale tra i due, è stato annunciato un match tra Sheamus e Henry per SummerSlam.
Nella puntata di Raw del 1º agosto The Miz e R-Truth hanno sconfitto Rey Mysterio e John Morrison per poi, una volta finito l'incontro, attaccarli brutalmente. Nella puntata di Raw dell'8 agosto, prima che iniziasse il loro match, The Miz ha brutalmente attaccato Mysterio; con questi che è stato poi vendicato da Kofi Kingston. Un match tra The Miz, R-Truth e il Mr. Money in the Bank Alberto Del Rio contro Mysterio, Morrison e Kingston è stato poi sancito per SummerSlam.

## Risultati
| #       | Incontri                                                                                       | Stipulazioni                                                                           | Durata |
| ------- | ---------------------------------------------------------------------------------------------- | -------------------------------------------------------------------------------------- | ------ |
| Kickoff | Dolph Ziggler (con Vickie Guerrero) ha sconfitto Alex Riley                                    | Single match                                                                           | —      |
| 1       | John Morrison, Kofi Kingston e Rey Mysterio hanno sconfitto Alberto Del Rio, The Miz e R-Truth | Six-man tag team match                                                                 | 09:40  |
| 2       | Mark Henry ha sconfitto Sheamus per count-out                                                  | Single match                                                                           | 09:22  |
| 3       | Kelly Kelly (c) (con Eve Torres) ha sconfitto Beth Phoenix (con Natalya)                       | Single match per il WWE Divas Championship                                             | 06:48  |
| 4       | Wade Barrett ha sconfitto Daniel Bryan                                                         | Single match                                                                           | 11:48  |
| 5       | Randy Orton ha sconfitto Christian (c)                                                         | No holds barred match per il World Heavyweight Championship                            | 23:43  |
| 6       | CM Punk ha sconfitto John Cena                                                                 | Single match per decretate il WWE Champion indiscusso con Triple H come arbitro        | 24:14  |
| 7       | Alberto Del Rio ha sconfitto CM Punk (c)                                                       | Single match per il WWE Championship Alberto Del Rio ha incassato il Money in the Bank | 00:05  |